# NGC 5629
NGC 5629 is een lensvormig sterrenstelsel in het sterrenbeeld Ossenhoeder. Het hemelobject werd op 6 mei 1831 ontdekt door de Britse astronoom John Herschel.

## Synoniemen
- UGC 9281
- MCG 4-34-34
- ZWG 133.65
- PGC 51681

## HD 127093
Vanaf de aarde gezien staat het stelsel NGC 5629 schijnbaar dicht bij de ster HD 127093 (magnitude 7). Op sommige telescopisch verkregen foto's waar NGC 5629 op te zien is, kan tevens het schijnsel van HD 127093 opgemerkt worden.